# 欧韦尔
欧韦尔（法語：Auvers，法語發音：[ovɛʁ]）是法国芒什省的一个市镇，属于圣洛区。

## 地理
欧韦尔（49°17'46"N, 1°19'27"W）面积18.76 平方千米，位于法国诺曼底大区芒什省，该省份为法国西北部沿海省份，西、北、东北三面环大西洋，东起顺时针与卡爾瓦多斯省、奧恩省、马耶讷省和伊勒-维莱讷省接壤。
与欧韦尔接壤的市镇（或旧市镇、城区）包括：阿普维尔、博特、戈尔日、梅欧蒂、土地沼泽村、蒙瑟内勒。

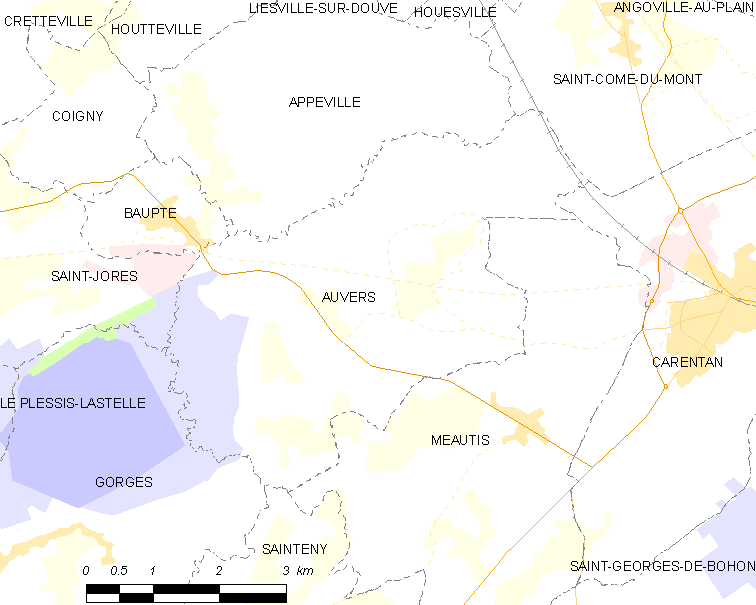
欧韦尔的OSM定位图

欧韦尔的时区为UTC+01:00、UTC+02:00（夏令时）。

## 行政
欧韦尔的邮政编码为50500，INSEE市镇编码为50023。

## 政治
欧韦尔所属的省级选区为卡朗唐莱马赖县。

## 人口

1962-2008年间欧韦尔人口变化图示

欧韦尔于2022年1月1日时的人口数量为689人。